# Zalman King
Zalman King, all'anagrafe Zalman Lefkovitz (Trenton, 23 maggio 1941 – Santa Monica, 3 febbraio 2012), è stato un regista, sceneggiatore, produttore cinematografico e attore statunitense.
È noto per i suoi film softcore che tentano di raggiungere un elevato livello artistico.

## Biografia
Esordisce come attore nel film Qualcuno lo chiama amore nel 1973. Da giovane, Zalman King recitò la parte del fuorilegge Muley in un episodio dello show televisivo Gunsmoke ed era uno dei protagonisti della serie Giovani avvocati (1969-71). Uno dei film di King dal maggior successo di critica è stato Il delta di Venere, girato nel 1995 e basato sul libro di Anaïs Nin. Il film, basato sulla vita di una ragazza americana che viveva a Parigi nel 1939, sotto molti punti di vista ricorda i film d'autore europei intimistici, nella versione erotica, dove l'erotismo e l'esotismo sono l'argomento centrale della trama di un film che, inquadrando un ambiente domestico, tratta anche di questioni maggiori come la guerra o la situazione sociale o politica (altri esempi di questo genere cinematografico sono L'insostenibile leggerezza dell'essere o Henry & June di Philip Kaufman). Sposato con la scrittrice e produttrice Patricia Louisianna Knop, è morto nella sua casa di Santa Monica nel febbraio 2012, a causa di un cancro al colon.

## Filmografia
- 9 settimane e ½ (1986), produttore; collabora alla regia di Adrian Lyne
- Siesta (1987), produttore
- Wildfire (1988)
- Congiunzione di due lune (Two Moon Junction) (1988)
- Orchidea selvaggia (1989)
- Orchidea selvaggia 2 (1991)
- Orchidea selvaggia 3 (1992)
- Red Shoe Diaries, serie TV, alcuni episodi dal (1992)
- Il delta di Venere (1995)
- Perversioni femminili (1996), produttore
- American Decadence (1997), produttore
- La grande onda (1998)
- Lussuria (2000)
- Pleasure or Pain (2013), regista e sceneggiatore

### Come attore
- Bonanza - serie TV, episodio 7x21 (1966)
- Cimarron Strip – serie TV, episodio 1x09 (1967)
- You've Got to Walk It Like You Talk It or You'll Lose That Beat, regia di Peter Locke (1971)
- Qualcuno lo chiama amore, regia di James B. Harris (1973)
- Sorridi Jenny stai morendo, regia di Jerry Thorpe (1974)
- Stupro selvaggio, regia di Earl Barton (1975)
- The Passover Plot, regia di Michael Campus (1976)
- La sindrome del terrore, regia di Jeff Lieberman (1977)
- Charlie's Angels - serie TV, episodio 3x16 (1979)
- Come far volare il tempo, regia di Lee Grant (1980)
- Il pianeta del terrore, regia di Bruce Clark (1981)